# Red Priest

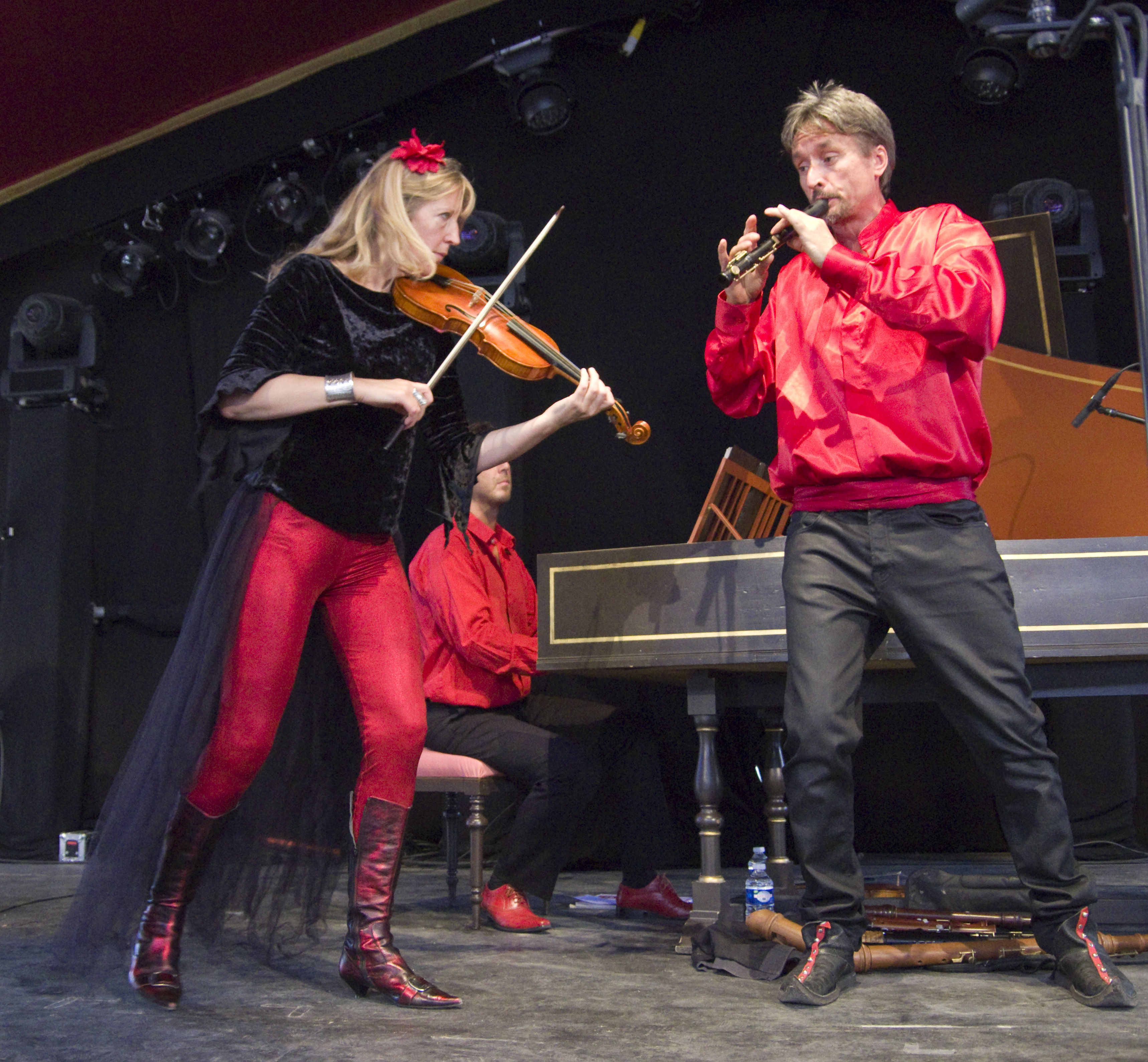
Red Priest (2015)

The Red priest of Venice o Prette Rosso es el sobrenombre con el que se conoce al compositor barroco Antonio Vivaldi, debido a su vocación religiosa y al color de su pelo.
Red Priest es un grupo inglés de música barroca creado en 1997 por Piers Adams, da actualmente alrededor de 70 conciertos al año por Europa y EE. UU., así como apariciones en radio, televisión y una serie de grabaciones de CD con Dorian (EE. UU.).  Su extravagante ethos barroco quizás haya sido descrito de la mejor manera por George Pratt, musicólogo y presentador inglés: "Si nadie intenta traspasar los límites, ¿cómo sabremos lo que hay al otro lado?"
Red Priest estaba formado originalmente por Piers Adams en la/s flauta/s dulce/s, Julia Bishop al violín, Angela East al chelo, viola de gamba y violín bajo, y Julian Rhodes al clave. Tras la grabación del álbum Priest on the Run, Julian Rhodes cayó enfermo y fue incapaz de continuar siendo un miembro del grupo. Su plaza la ocupa ahora Howard Beach.
Además de sus giras, Red Priest ha grabado varios CD. 'Priest on the Run' fue el primero, seguido por 'Nightmare in Venice'. El más reciente es una versión contemporánea de Las Cuatro Estaciones de Vivaldi.
El estreno de su "Red Hot Baroque Show" - matrimonio de la pirotecnia instrumental barroca con la moderna tecnología escenográfica, tuvo lugar en febrero del 2005, junto con un documental en profundidad que se emitió en el South Bank Show en abril del mismo año.